# Ministerio del Interior (Colombia)
El Ministerio del Interior (MinInterior) es un organismo del Poder Ejecutivo de Colombia. Se encarga de la coordinación general de las políticas de participación ciudadana, descentralización, ordenamiento territorial, asuntos políticos y legislativos, orden público (junto al Ministerio de Defensa Nacional), procesos electorales, minorías étnicas, población desplazada, comunidades religiosas, población LGBTIQ, derechos humanos, entre otros asuntos. El Ministro del Interior es designado por el presidente de la República, y ocupa el primer lugar en el orden de precedencia ministerial y de los departamentos administrativos. Es conocido en los medios periodísticos como el "Ministerio del interior y de la Política" por su directa relación con el Congreso y los partidos políticos. El actual ministro del Interior, desde el 25 de febrero de 2025 es Armando Benedetti.

## Historia
En 1886, se creó el Ministerio de Gobierno, el cual desempeñaba funciones de policía y Gendarmería Nacional, Archivo Nacional, correos y telégrafos, higiene y salubridad. Igualmente fue el encargado del sistema penitenciario, personal y material de la Corte Suprema de Justicia, Tribunales, Juzgados, Ministerio Público, Notario, y Registradores de Instrumentos públicos y privados, como también anotadores de hipotecas; Además de las elecciones, identificación electoral o de negocios electorales, sin embargo esta permaneció hasta la creación de la organización electoral por medio de la Ley 89 de 1948.
En la evolución institucional se puede ver como el Ministerio del Interior, ha estado enmarcado por normas como la Ley 70 de 1993, que crea la Dirección para Comunidades Negras, con la función de formular políticas públicas en esta materia, teniendo presente a la Comisión Consultiva de Alto Nivel; también velar por el respeto y cumplimiento de los principios de igualdad, identidad y autonomía cultural de las comunidades negras, que defiende la Constitución Política de Colombia. Además con el decreto 2233 de 1995, se crea el Sistema Nacional de Inteligencia, luego en 1995, mediante la Ley 199 se dio el paso del Ministerio de Gobierno al Ministerio del Interior, que tenía como principales funciones la de formular y adoptar las políticas públicas correspondientes en materias del ordenamiento y la autonomía territorial; las relaciones entre el nivel Nacional y con las entidades territoriales, esto en materia de la política pública de descentralización y de desarrollo institucional, entre otros.
Posteriormente con la Ley 418 de 1997, que consagra instrumentos para la búsqueda de la convivencia, y el Decreto 2546 de 1999, con el que se reestructura el Ministerio y se le integra al "Fondo para la Participación y el Fortalecimiento de la Democracia", la Corporación "Nasa Kiwe” y la "Dirección Nacional del Derecho de Autor".
De acuerdo a este desarrollo histórico se puede ver que el Ministerio del Interior abarcaba en sus comienzos una gran cantidad de funciones, las cuales poco a poco fueron reasignadas en la medida que se creaban otros Ministerios, es así que se puede observar como la función de control de Intendencias y Comisarías o Territorios Nacionales, se tuvo hasta la creación del Departamento Administrativo de Intendencias y Comisarías (DAINCO), en 1975; por otro lado el de la Atención y Prevención de Desastres, fue asignada al Ministerio por reorganización del Departamento Administrativo de la Presidencia de la República, desde 1991.
En el año 2003, a través de la Ley 790 de 2002, se dio paso a la fusión del Ministerio del Interior y de Justicia y del Derecho, bajo la presidencia de Álvaro Uribe Vélez, que tenía entre uno de sus objetivos el de disminuir los costo económicos de la estructura de los dos ministerios, entre otras razones; sin embargo el unificar estas dos labores perjudico el trabajo efectivo de los ministerios, que en últimas los aspectos económicos no resultaron cumpliendo, esto debido a que fue necesario después de un tiempo aumentar los gastos dispuestos para este ministerio tan grande. Es de acuerdo al no cumplimiento del objetivo de esta fusión, que el 4 de mayo de 2011, el presidente de la República, Juan Manuel Santos, sancionó la Ley 1444, con la cual se ordena la escisión del Ministerio del Interior y de Justicia.

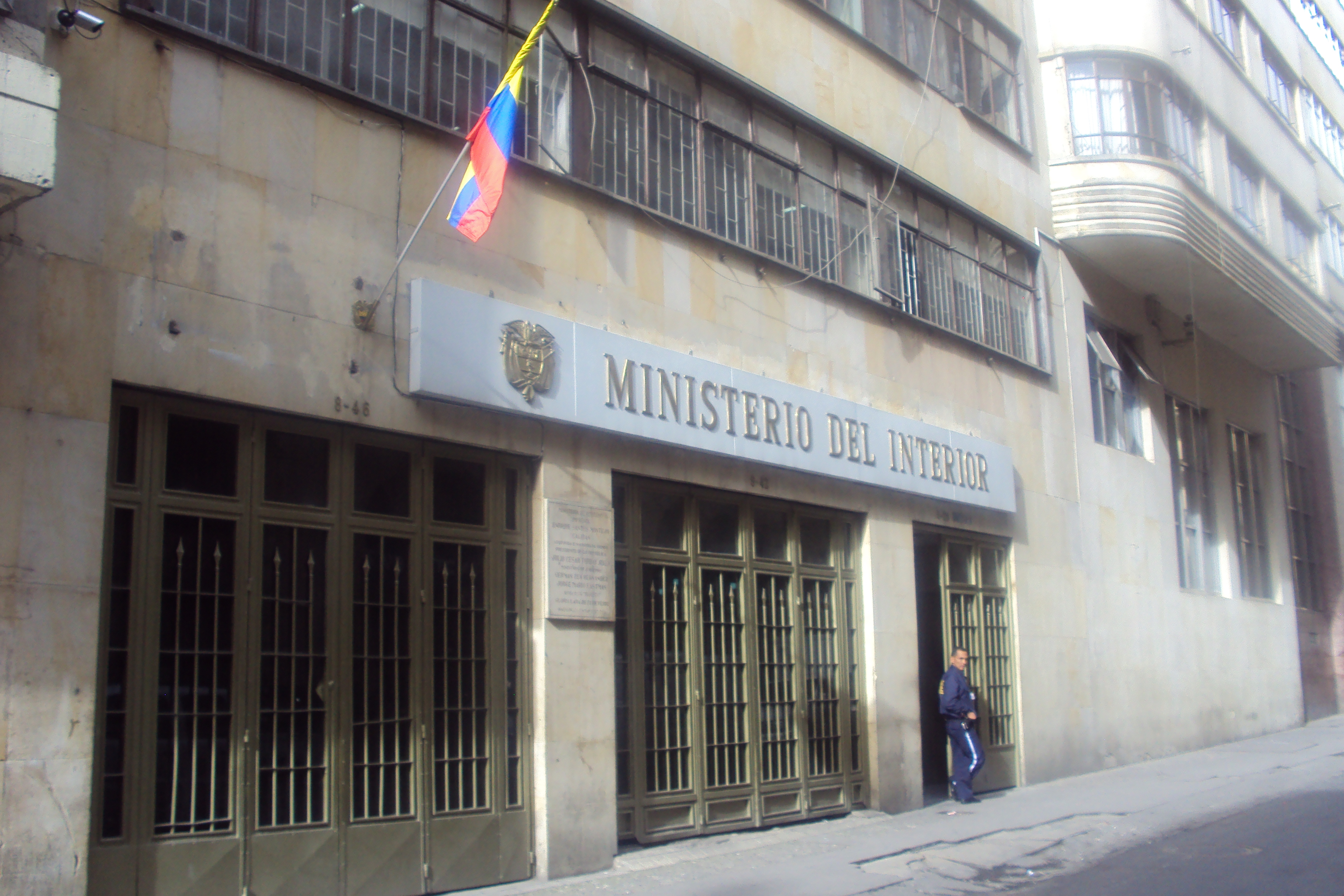
Sede del ministerio en la Calle 12b.

El 11 de agosto de 2011, bajo Decreto 2893, revive el Ministerio del Interior.
Durante los dos periodos del gobierno de Álvaro Uribe Vélez tuvo 4 ministros, en su orden: Fernando Londoño, Sabas Pretelt de la Vega (primer gobierno), Carlos Holguín Sardi y Fabio Valencia Cossio (segundo gobierno), todos provenientes del partido Conservador. Desde la elección de Juan Manuel Santos en el 2010, hasta el 23 de abril, estuvo en el cargo Germán Vargas Lleras, quien fue transferido al Ministerio de Vivienda, sucedido por Federico Renjifo y desde el 3 de septiembre de 2012 por Fernando Carrillo Flórez, quien ocupó la cartera hasta el 5 de septiembre de 2013. 
En el gobierno de Iván Duque, la ministra del interior designada fue Nancy Patricia Gutiérrez desde el 7 de agosto de 2018 y a partir de 2020 fue Alicia Arango Olmos quien estuvo hasta diciembre del mismo año, tras su dimisión fue nombrado el politólogo Daniel Palacios quien permaneció hasta el cambio de gobierno en agosto de 2022.
Durante el gobierno de Gustavo Petro fue nombrado el abogado Alfonso Prada el 7 de agosto de 2022, Prada acompañó en la campaña al electo presidente como jefe de debate en la segunda vuelta electoral y había sido funcionario del Gobierno Santos.

## Integración del Sector Administrativo del Interior
En el Decreto 2893 de 2011, que tuvo como propósito modificar "los objetivos, la estructura orgánica y funciones del Ministerio del Interior y se integra el Sector Administrativo del Interior", es por ello que este sector se encuentra integrado por:
1. Entidades Adscritas:
1.1. Establecimientos Públicos:
A. Fondo para la Participación y el Fortalecimiento de la Democracia:
La misión del Fondo es la de dar un impulso real a los programas y proyectos que contribuyan al desarrollo de los mecanismos y espacios de participación, convivencia ciudadana y comunitaria y el fortalecimiento democrático.
B.Corporación Nacional para la Reconstrucción de la Cuenca del Río Páez y Zonas Aledañas:
La corporación NASA KIWE tiene como con el objetivo el de propender por la rehabilitación y recuperación socioeconómica, cultural y ambiental de la cuenca hidrográfica del río Páez y zonas aledañas, destruidas con ocasión del sismo y posterior avalancha del 6 de junio de 1994.
1.2. Unidad Administrativa Especial con Personería Jurídica:
A. Dirección Nacional de Derechos de Autor:
La Dirección tiene como misión la de fortalecer la debida y adecuada protección de los titulares de derecho de autor y de los derechos conexos, contribuyendo al desarrollo de una cultura de respeto a estos derechos. De igual manera inculca la noción del derecho de autor como un nuevo concepto de riqueza que genera empleo, impulsa el desarrollo de la nación, protege la creación de las obras literarias y artísticas que contribuyen a engrandecer la cultura, el conocimiento, el arte, el entretenimiento y la calidad de vida, y responde a los retos impuestos por los avances tecnológicos.
B. Unidad Nacional de Protección (UNP); por medio del:
Su objetivo es articular, coordinar y ejecutar la prestación del servicio de protección a quienes determine el Gobierno Nacional que por virtud de sus actividades, condiciones o situaciones políticas, públicas, sociales, humanitarias, culturales, étnicas, de género, de su calidad de víctima de la violencia, desplazado, activista de derechos humanos, se encuentren en situación de riesgo extraordinario o extremo de sufrir daños contra su vida, integridad, libertad y seguridad personal o en razón al ejercicio de un cargo público u otras actividades que pueden generar riesgo extraordinario, como el liderazgo sindical, de ONG y de grupos de personas desplazadas, y garantizar la oportunidad, eficiencia e idoneidad de las medidas que se otorgan.
Se exceptúan del campo de aplicación del objetivo de la Unidad los programas de competencia de la Fiscalía General de la Nación, la Procuraduría General de la Nación y el Programa de Protección a Víctimas y Testigos de la Ley de Justicia y Paz.
2. Entidades Vinculadas:
2.1. Empresa Industrial y Comercial del Estado:
A. Imprenta Nacional de Colombia:
Su objetivo es el de garantizar la seguridad jurídica del Estado a través de la impresión, publicación, divulgación y comercialización de las normas y actos administrativos, así como suministrar servicios editoriales que le sean solicitados.